# Royal Institution of Chartered Surveyors

Logo der Royal Institution of Chartered Surveyors

Die Royal Institution of Chartered Surveyors (RICS) ist ein britischer Berufsverband von Immobilienfachleuten und Immobiliensachverständigen.

## Aufgabe der RICS
Der Berufsverband wurde 1868 gegründet und erhielt 1881 die königliche Charta des Vereinigten Königreichs, verliehen durch Königin Viktoria.
Aufgrund der Charta entstand die Berufstitulierung des Chartered Surveyor und die Berufsbezeichnungen MRICS (Professional Member of the Royal Institution of Chartered Surveyors) und FRICS (Fellow of the Royal Institution of Chartered Surveyors); FRICS kann verliehen werden nach mindestens 5 Jahren als qualifiziertes Mitglied und entsprechender Eignung.
Chartered Surveyor kann werden, wer entsprechende Eignungsverfahren (APC-Verfahren Assessment of Professional Competence und das FA Final Assessment) durchläuft und ein Studium an einem durch die RICS akkreditierten Institut erfolgreich absolviert hat. Weltweit sind etwa 400 Studiengänge durch RICS akkreditiert (Stand 2008).
RICS setzt sich für die internationale Standardisierung ein und veröffentlicht eigene RICS Appraisal and Valuation Standards („Red Book“). Die Red Books gelten als Standardwerk in der Immobilienbewertung.

## Organisation
Die RICS ist als Berufsverband weltweit tätig. Die Hauptaufgaben der RICS sind:
- Regulierung und Förderung des Berufsstandes
- Aufrechterhaltung hoher Standards in der Ausbildung sowie in der Berufsausübung
- Schutz der Kunden und Verbraucher durch Einhaltung eines strengen Verhaltenskodex
- Unparteiische Beratung, Analyse und Orientierung

Hauptsitz ist London, internationale Geschäftsstellen befinden sich in Brüssel, Dubai, Hongkong, New York City, New Delhi, Peking und Sydney. Die Organisation betreut mittlerweile (Stand 2007, soweit nicht anders genannt):
- 150.000 Mitglieder in 146 Ländern (Stand November 2010)
- 22.000 Studierende in 400 akkreditierten Studiengängen
- 500 Forschungsarbeiten und Grundsatzpublikationen jährlich
- 50 Nationalverbände
- 160 verschiedene Fachgebiete, eingeteilt in 16 „Fakultäten“

## RICS in Deutschland
Die RICS ist seit 1993 in Deutschland präsent. Der RICS Deutschland e. V. wurde 2010 im Rahmen der Neustrukturierung aufgelöst und durch die RICS Deutschland Limited (mit Sitz in Frankfurt am Main) ersetzt. Die RICS hat in Deutschland über 3.500 Mitglieder, davon über 1.400 MRICS und FRICS. Weitere Stufen der Mitgliedschaft sind studentische Mitgliedschaft und Trainee, d. h. Vorbereitung auf die Aufnahmeprüfung.
Die RICS unterhält in Deutschland neun Regionalgruppen, welche in regelmäßigen Abständen Vorträge und Mitgliedertreffen organisieren. In fachlicher Hinsicht besteht eine Reihe so genannter „Professional Groups“, welche fachspezifische Themen in regelmäßig stattfindenden Meetings diskutieren (Residential Property, Commercial Property, Asset Management, Geomatics, Valuation, Sustainability Strategies, Built Environment – Projektmanagement und Bauwirtschaft, Spezialimmobilien).

## Aufnahmeverfahren
Der Weg zum Chartered Surveyor führt über das APC (Assessement of Professional Competence), welches in einer Abschlussprüfung, dem Final Assessment mündet. Nach bestandener Prüfung dürfen die Mitglieder den Titel MRICS führen.
Die Voraussetzungen für die Zulassung zum APC sind hoch. Folgende Routen sind möglich:
- GRADUATE 1 Route – für Kandidaten, die über einen RICS-akkreditierten Studienabschluss verfügen und noch keine Berufserfahrung haben
- GRADUATE 2 Route – für Kandidaten, die über einen RICS-akkreditierten Studienabschluss und über fünf Jahre relevante Berufserfahrung verfügen
- GRADUATE 3 – für Kandidaten, die über einen RICS-akkreditierten Studienabschluss und über mindestens 10 Jahre relevante Berufserfahrung verfügen
- ADAPTATION ROUTE – für Kandidaten mit mindestens zehn Jahren relevanter Berufserfahrung und die über einen nicht-RICS-akkreditierten Studienabschluss bzw. eine berufliche Qualifikation einer Partnerorganisation der RICS verfügen
- SENIOR EXPERT Route – für Kandidaten, die als Fachkräfte in der Immobilienwirtschaft tätig sind und über mehr als 10 bzw. 5 Jahre Berufserfahrung verfügen
- SENIOR PROFESSIONAL Route – für Kandidaten, die eine gehobene Position in der Immobilienwirtschaft einnehmen
- ACADEMIC Route – für Kandidaten, die als Dozenten oder in der Forschung an einer RICS-akkreditierten Einrichtung tätig sind

Delta Assessment für Zertifizierte Sachverständige CIS HypZert (F). Seit dem November 2014 bietet RICS im Rahmen eines Kooperationsabkommens mit der HypZert GmbH (MoU) ein Delta Assessment an. Voraussetzung für die Teilnahme am Programm ist die Vorlage einer bestehenden CIS HypZert (F) Zertifizierung. Der Vorbereitungsaufwand ist stark vermindert, zum einen was die einzureichenden Unterlagen und Case Studies betrifft (1 statt 3 plus ein aktuelles Gutachten der letzten Zertifizierung bzw. Re-zertifizierung).
In Abhängigkeit von den vorgenannten sechs Routen sind gemäß den Aufnahme- und Prüfungskriterien zusätzlich individuelle Voraussetzungen nachzuweisen. Grundsätzlich muss sich ein Bewerber für ein bestimmtes Fachprofil entscheiden, das im Rahmen des APC/FA geprüft wird.
Die Prüfung wird durch eine mit zwei Personen besetzte Prüfungskommission durchgeführt. Eine dritte Person, der sogenannte „Floater“, überwacht die Einhaltung der Prüfungsregeln, greift aber nicht in die Prüfung ein. Die Durchfallquote betrug in den letzten Jahren meist ca. 30 %. Die Prüfung kann beliebig oft wiederholt werden. Von den rund 1.400 Mitgliedern, die die Prüfung in der Vergangenheit abgelegt haben, benötigte die überwiegende Mehrheit nicht mehr als drei Versuche. Die Prüfung zeichnet sich durch einen starken Praxisbezug aus. Es geht weniger um die Überprüfung rein theoretischen Wissens als vielmehr um den Nachweis der Anwendung akademisch anerkannter Vorgehensweisen in der Praxis.
Die Royal Institution of Chartered Surveyors und das Oberprüfungsamt für das technische Referendariat haben im Mai 2015 im Bundesministerium für Verkehr und digitale Infrastruktur (BMVI) in Berlin einen Kooperationsvertrag unterzeichnet, der am 1. Juni 2015 in Kraft tritt. Damit ist erstmals eine Direktaufnahme in die RICS für alle Geodäten mit Staatsexamen, die seit dem 3. Oktober 1990 ihr technisches Referendariat beim Oberprüfungsamt begonnen haben, möglich. Judith Gabler, Acting Managing Director von RICS Europe, erklärte dazu:

„Damit erkennt die RICS die hohe Qualität des Staatsexamens des Oberprüfungsamtes für die Fachrichtung Geodäsie und Geoinformation als so geeignet an, dass diese Technischen Assessoren ohne die ansonsten weltweit zusätzlich geforderte anspruchsvolle RICS-Prüfung direkt RICS-Mitglied werden können und die Berufsbezeichnung MRICS führen dürfen.“